# Rattus annandalei
Rattus annandalei là một loài động vật có vú trong họ Chuột, bộ Gặm nhấm. Loài này được Bonhote mô tả năm 1903.